# 鉦叩

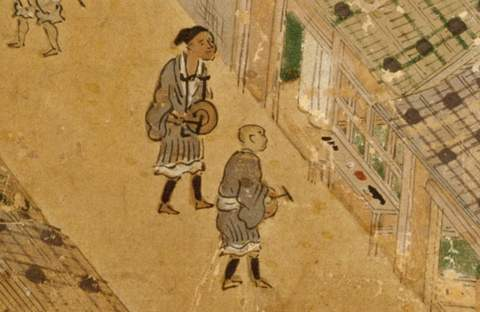
『洛中洛外図屏風』（1520年代、16世紀）に描かれた鉦叩。京都の街中を門付して歩いている姿

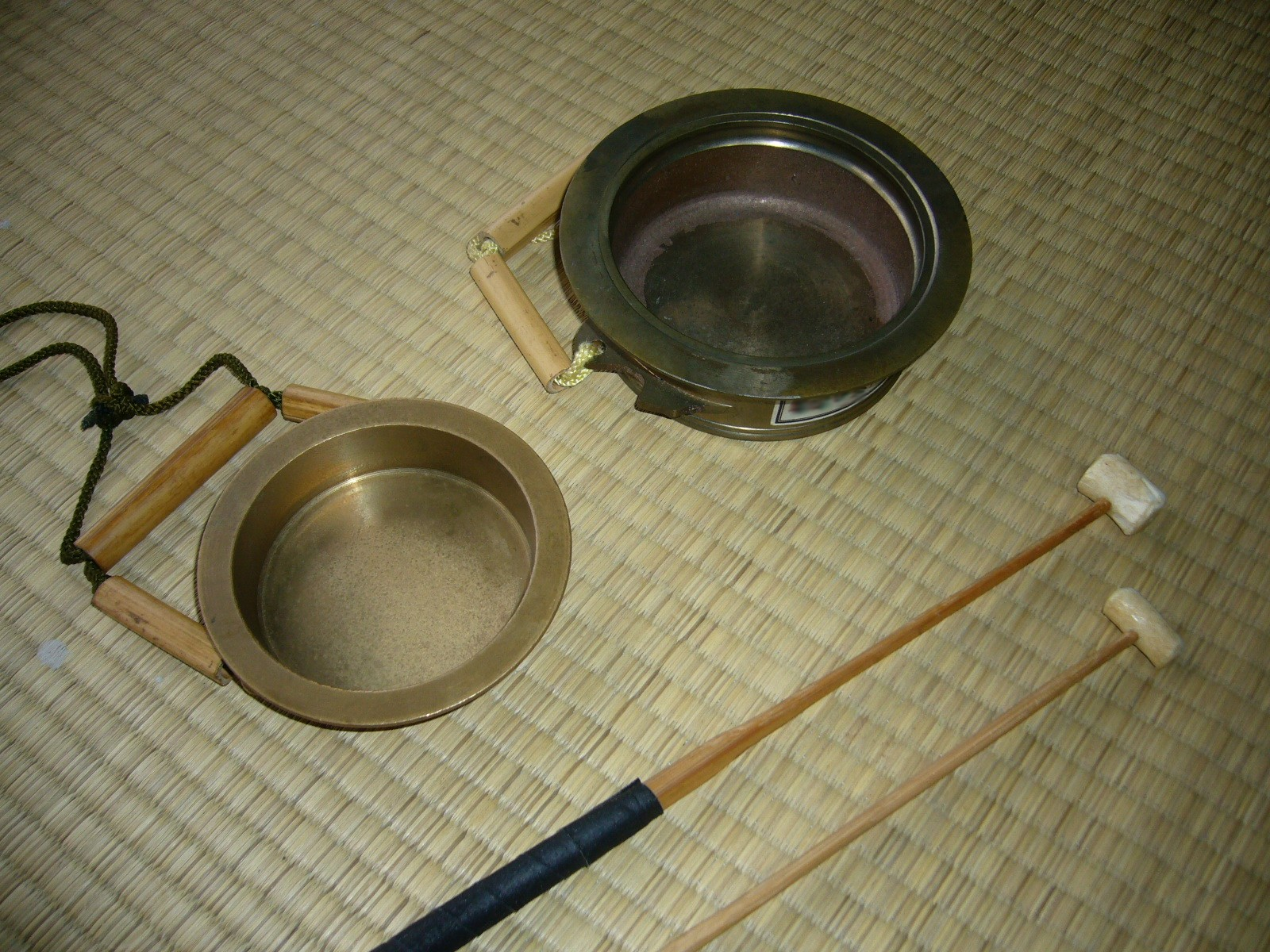
摺鉦と撞木

鉦叩（かねたたき）は、中世・近世（12世紀 - 19世紀）の日本に存在した民俗芸能、大道芸の一種であり、およびそれを行う者である。鉦叩き、鉦たたき、金タタキとも表記する。「七道者」に分類され、やがて江戸時代（17世紀 - 19世紀）には歌念仏（うたねんぶつ）に発展するものあり、八丁鉦（はっちょうがね）あるいは八柄鉦（やからがね）とも呼ばれるようになり、門付芸となった。かねたたき坊主（かねたたきぼうず）とも。

## 沿革

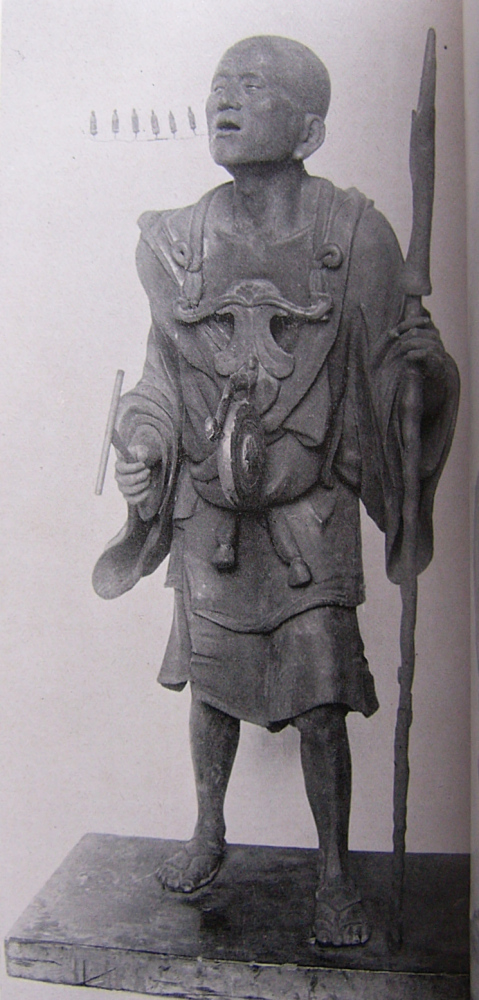
摺鉦を首から提げ撞木を手に念仏を吐く空也、鉦叩の初期のイメージ

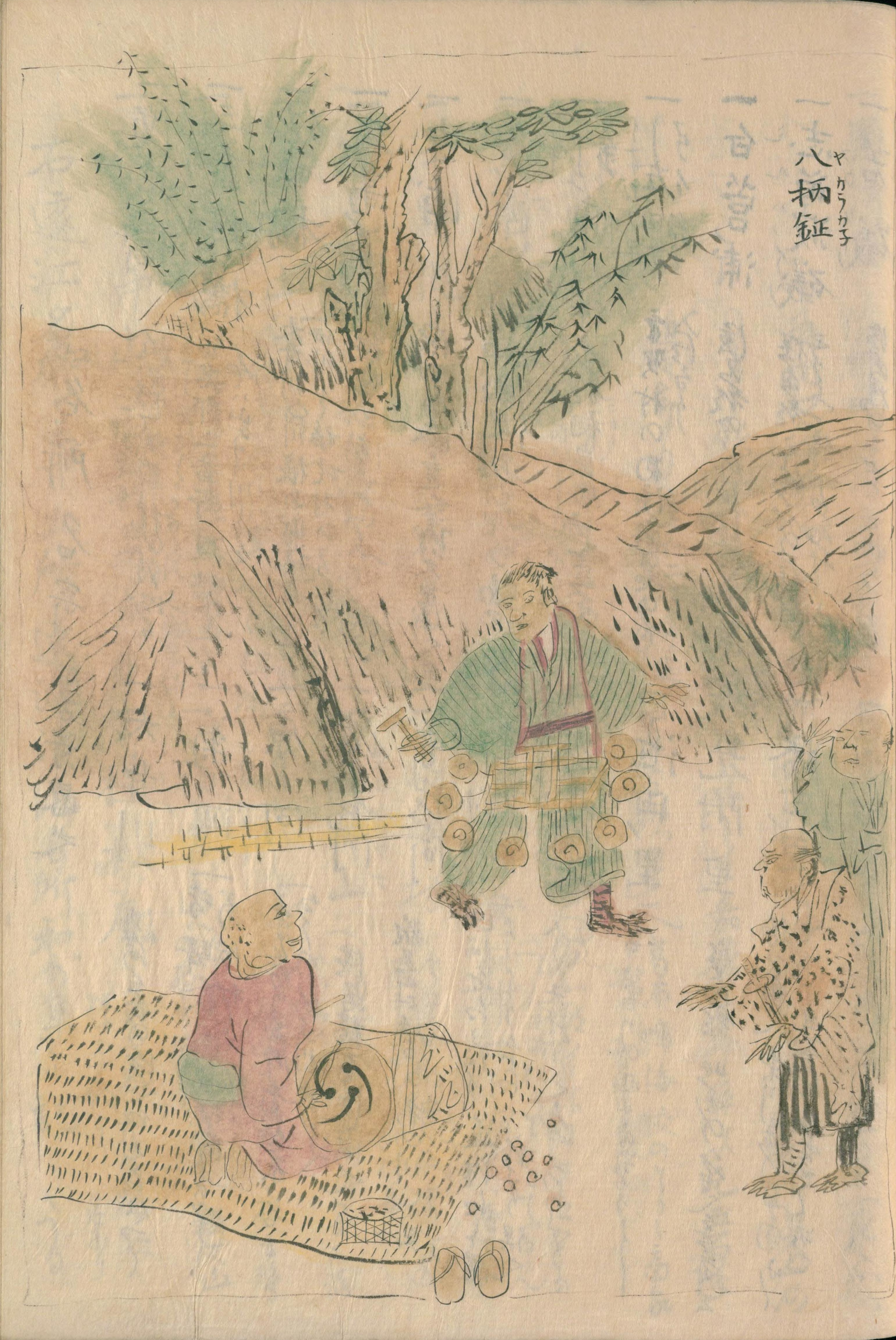
小夜の中山の八柄鉦を描いた江戸時代の彩色画（「八柄鉦」藤長庚編集『遠江古蹟圖會』1803年。国立国会図書館蔵）

「鉦叩」のスタイルは、摺鉦・鉦鼓を首から提げて叩きながら、経文等を唱えて、金銭を乞い歩く。剃髪し袈裟を着用した「僧形」ではあるが、宗教者ではなく巷間の芸能者である。
15世紀に尋尊が記した日記である『大乗院寺社雑事記』によれば、大和国奈良の興福寺では、同寺に所属する芸能者である「声聞師」たちが、「猿楽」、「鉢叩」、「猿飼」等と同じ「七道者」として、「鉦叩」たちを支配していた。同世紀末、1494年（明応3年）前後に成立した『三十二番職人歌合』（群書類従1207番）に、「胸たたき」（胸叩）と対で登場する。16世紀前半に成立した『洛中洛外図屏風』（1520年代）に、門付してまわる「鉦叩」たちが描かれている。
江戸時代初期（17世紀初頭）には、8個の鉦を円形に並べたものを首から提げ、あるいは腰に巻いて曲打ちをしながら、踊念仏（念仏踊）を行う「八丁鉦」、「八柄鉦」という、一般庶民の未成年者である若衆による民間芸能が生まれ、「鉦叩」たちはこれを取り入れて、門付した。「八丁鉦」、「八柄鉦」は、鉦を叩きながら念仏を歌うように唱えるところから発祥した俗謡であり門付芸である「歌念仏」から生まれたとされ、もともとは「鉦叩」に由来している。1690年（元禄3年）に刊行された『人倫訓蒙図彙』に紹介されている門付芸「歌念仏」の姿は、菅笠を被った僧形であり首からは鉦鼓を提げて門付をしており、「鉦叩」そのものである。「歌念仏」は、元禄年間（1688年 - 1704年）から享保年間（1716年 - 1736年）にかけて流行した。寛文年間（1661年 - 1673年）には、日暮林清が現れ、「歌念仏」の中から林清節という流派を興し、これはのちに義太夫節にも取り入れられた。
1688年（元禄元年）に発行された浮世草子『日本永代蔵』にも、「彼の京の鉦叩」として京都の鉦叩が記述されている。近松門左衛門が1707年（宝永4年）に発表した人形浄瑠璃『五十年忌歌念仏』には、お夏清十郎の「歌念仏」が登場する。
東海道の金谷宿（現在の静岡県島田市金谷）から掛川宿（現在の同県掛川市掛川）にかけての地域では、文化年間（1804年 - 1818年）まで、「八柄鉦」の芸能が行われていた。徳島県三好郡の地域史書『三好郡志』（1924年）には、辻町大字西井川（現在の同県三好市井川町西井川）に「鉦叩」として、僧侶のような名をもつ「空識」（1674年）、その子孫で「鉦叩」の「自傳坊」とその弟で同じく「大光院」（1813年）といった一族について記述されている。桜川大龍（1809年 - 1890年）は、「歌念仏」を江州音頭に取り入れた。